# ル・ペルー＝シュル＝マルヌ
ル・ペルー＝シュル＝マルヌ （Le Perreux-sur-Marne）は、フランス、イル＝ド＝フランス地域圏、ヴァル＝ド＝マルヌ県のコミューン。

## 地理
ル・ペルー＝シュル＝マルヌは、パリ東部、ノートルダム大聖堂より約12km離れている。マルヌ河岸沿いに伸びている。

## 交通
- 道路 - A4、A86、RN34
- 鉄道 - RER E線ノジャン-ル・ペルー駅、RER A線ヴァル・ド・フォントネー駅、ヌイイ＝プレザンス駅

## 歴史

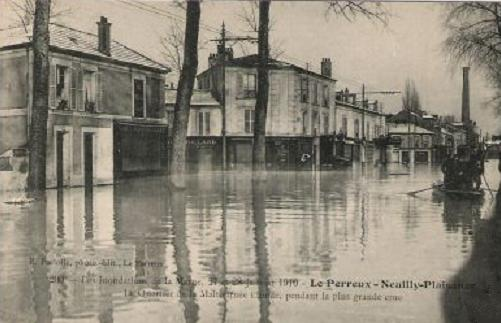
大洪水時のマルトゥルネ地区

13世紀、サン＝モール修道院の修道士がラテン語でPetrosaと記した地名が最古の記録である。13世紀以降、この地には荘園が存在し、多くの貴族やブルジョワが所有していた。
1910年1月に発生したセーヌ川やその支流の大洪水では、マルヌ川の水位が39m07に達した。パリ-バスティーユ鉄道路線の開設で、ル・ペルーに近接するノジャン＝シュル＝マルヌに駅ができていた。ル・ペルーにも、パリの比較的裕福な層の人々が住宅や別荘を建てていた。冬の間は基本的に空き家となっているこれらの建物が、略奪の対象となった。銃を携帯した兵士の動員も、抑止力とならず住宅の内部への侵入を抑えられなかった。

## 姉妹都市
- ランバレネ、ガボン
- アンジュー (カナダ)、カナダ
- フォルヒハイム、ドイツ